# Giorgio Ferrari (ingegnere)
Giorgio Ferrari (Reggio Emilia, 26 agosto 1929 – Reggio Emilia, 26 dicembre 2024) è stato un ingegnere italiano, esperto di impianti per la produzione di energia nucleare che ha lavorato in alcuni paesi europei, come dirigente di Ansaldo Energia e come funzionario della Comunità Europea.
In Italia ha diretto la costruzione delle centrali di Caorso e Montalto di Castro. Nel 1986 ha fatto parte della commissione internazionale di inchiesta sul Disastro di Chernobyl. Nel 1994 è stato tra i partecipanti all'accordo tra ENI e UKAEA (United Kingdom Atomic Energy Authority) per collaborazione in ricerca e sviluppo nel campo di energia da fusione. L'impianto, denominato Tritium Loop Facility, sarà collocato nella sede di Culham, e sarà completato nel 2028.